# Liste des partis politiques au Brésil
Les partis et mouvements politiques brésiliens sont nombreux et couvrent l'ensemble de l'échiquier politique, de la gauche à la droite, en passant par le centre. 

## Partis enregistrés pour les élections d'octobre 2022
- Nº : le numéro officiel et permanent du parti ; le numéro des candidats dérivent de ce numéro
- Sigle : Sigle officiel du parti

| Nº | Sigle  | Parti                                                                                   | Président                       |
| -- | ------ | --------------------------------------------------------------------------------------- | ------------------------------- |
| 10 | REP    | Republicanos Républicains                                                               | Marcos Pereira                  |
| 11 | PP     | Progressistas Progressistes                                                             | Ciro Nogueira                   |
| 12 | PDT    | Partido Democrático Trabalhista Parti démocratique travailliste                         | Carlos Roberto Lupi             |
| 13 | PT     | Partido dos Trabalhadores Parti des travailleurs                                        | Gleisi Hoffmann                 |
| 14 | PTB    | Partido Trabalhista Brasileiro Parti travailliste brésilien                             | Roberto Jefferson               |
| 15 | MDB    | Movimento Democrático Brasileiro Mouvement démocratique brésilien                       | Romero Jucá                     |
| 16 | PSTU   | Partido Socialista dos Trabalhadores Unificado Parti socialiste unifié des travailleurs | José Maria de Almeida           |
| 18 | REDE   | Rede Sustentabilidade (pt) Réseau de durabilité                                         | Pedro Ivo Batista Laís Garcia   |
| 19 | PODE   | Podemos Nous pouvons                                                                    | Renata Abreu                    |
| 20 | PSC    | Partido Social Cristão Parti social-chrétien                                            | Everaldo Dias Pereira           |
| 21 | PCB    | Partido Comunista Brasileiro Parti communiste brésilien                                 | Edmilson Costa                  |
| 22 | PL     | Partido Liberal Parti libéral                                                           | Valdemar Costa Neto             |
| 23 | CDN    | Cidadania Citoyenneté                                                                   | Davi Zaia                       |
| 27 | DC     | Democracia Cristã Démocratie chrétienne                                                 | José Maria Eymael               |
| 28 | PRTB   | Partido Renovador Trabalhista Brasileiro Parti rénovateur travailliste brésilien        | José Levy Fidelix Da Cruz       |
| 29 | PCO    | Partido da Causa Operária Parti de la cause ouvrière                                    | Rui Costa Pimenta               |
| 30 | NOVO   | Partido Novo Nouveau Parti                                                              | João Amoedo                     |
| 33 | PMN    | Partido da Mobilização Nacional Parti de la mobilisation nationale                      | Antonio Carlos Bosco Massarollo |
| 35 | PMB    | Partido da Mulher Brasileira (pt) Parti de la femme brésilienne                         | Suêd Haidar                     |
| 36 | AGIR   | Agir                                                                                    | Daniel S. Tourinho              |
| 40 | PSB    | Partido Socialista Brasileiro Parti socialiste brésilien                                | Carlos Siqueira                 |
| 43 | PV     | Partido Verde Parti vert                                                                | José Luiz de França Penna       |
| 44 | UB     | União Brasil Union Brésil                                                               | Luciano Bivar                   |
| 45 | PSDB   | Partido da Social Democracia Brasileira Parti de la social-démocratie brésilienne       | Bruno Araújo                    |
| 50 | PSOL   | Partido Socialismo e Liberdade Parti socialisme et liberté                              | Juliano Medeiros                |
| 51 | PATRI  | Patriota Patriote                                                                       | Adilson Barroso                 |
| 55 | PSD    | Partido Social Democrático Parti social démocratique                                    | Guilherme Campos Júnior         |
| 65 | PCdoB  | Partido Comunista do Brasil Parti communiste du Brésil                                  | Luciana Santos                  |
| 70 | Avante | Avante Avant                                                                            | Luis Henrique Resende           |
| 77 | SD     | Solidariedade Solidarité                                                                | Paulo Pereira da Silva          |
| 80 | UP     | Unidade Popular (pt) Unité populaire                                                    | Leonardo Péricles               |
| 90 | PROS   | Partido Republicano da Ordem Social Parti républicain de l'ordre social                 | Eurípedes de Macedo Júnior      |

Depuis ces élections de 2018, l'Alliance pour le Brésil (38) a été fondée en 2019 par les partisans du président Jair Bolsonaro, mais n'a pas encore pu être enregistrée ; la même année :
- le Parti humaniste de solidarité (31) a été absorbé par Podemos ;
- le Parti républicain progressiste (44) a été absorbé par Patriota ;
- le Parti patrie libre (pt) (54) a été absorbé par le Parti communiste du Brésil ;
- Unité populaire (pt) (80) a été enregistré ;
- le Parti social-libéral (17) a été absorbé par Démocrates ;
- Union Brésil (44) a été enregistré.

## Partis historiques et disparus

### Empire (1822-1889)
- Parti libéral
- Parti conservateur
- Parti restaurateur (ou Parti Caramuru)

### Vieille République (1889-1930)
- Ação Imperial Patrianovista Brasileira - Action impériale patrionoviste brésilienne
- Ação Social Brasileira - Action sociale brésilienne
- Legião Cearense do Trabalho - Légion Cearense du Travail
- Partido Democrático - Parti démocratique
- Partido Federalista - Parti fédéraliste
- Partido Libertador - Parti libérateur (1928)
- Partido Municipalista - Parti municipaliste
- Partido Nacional Sindicalista - Parti national syndicaliste
- Partido Republicano (Brésil) - Parti républicain (Brésil)
- Partido Republicano Conservador - Parti républicain conservateur
- Partido Republicano Federal - Parti républicain fédéral
- Partido Republicano Fluminense - Parti républicain fluminense
- Partido Republicano Liberal - Parti républicain libéral
- Partido Republicano Mineiro - Parti républicain mineiro
- Partido Republicano Paulista - Parti républicain paulista
- Partido Repúblicano Rio-grandense - Parti républicain rio-grandense
- Partido Socialista do Brasil - Parti socialiste du Brésil

### ÈreVargas/Estado Novo(1930-1945)
- Ação Integralista Brasileira (AIB) - Action intégraliste brésilienne
- Aliança Nacional Libertadora (ANL) - Alliance nationale libératrice
- Clube do 3 de outubro - Club du 3 octobre
- Parti communiste brésilien
- Partido Constitucionalista - Parti constitutionaliste
- Partido da Lavoura - Parti du labour
- Partido Republicano Liberal do Rio Grande do Sul - Parti républicain libéral du Rio Grande do Sul

### Deuxième République (1945-1964)
- Ação Popular (gauche chrétienne) (AP) - Action populaire (gauche chrétienne)
- Cruzada Democrática - Croisade démocratique
- Esquerda Democrática - Gauche Démocratique
- Movimento Trabalhista Renovador (MTR) - Mouvement travailliste rénovateur
- Partido Agrário Nacional (PAN) - Parti agraire national
- Partido da Boa Vontade (PBV) - Parti de la bonne volonté
- Partido Comunista Brasileiro (PCB) - Parti communiste brésilien (à partir de 1962)
- Partido Comunista do Brasil, (PCdoB) - Parti communiste du Brésil (à partir de 1962)
- Partido Democrata Cristão (PDC) - Parti démocrate chrétien
- Partido Libertador (PL)- Parti libérateur (1945)
- Partido de Orientação Trabalhista (POT) - Parti d'orientation travailliste
- Partido Popular Sindicalista (PPS) - Parti populaire syndicaliste
- Partido de Representação Popular (PRP) - Parti de représentation populaire
- Partido Republicano (PR) - Parti républicain
- Partido Republicano Trabalhista (PRT) - Parti républicain travailliste
- Partido Socialista Brasileiro (PSB) - Parti socialiste brésilien
- Partido Social Democrático (PSD) - Parti social démocratique
- Partido Social Progresista (PSP) - Parti social progressiste
- Partido Social Trabalhista (PST) - Parti social travailliste
- Partido Trabalhista Brasileiro (PTB) - Parti travailliste brésilien
- Partido Trabalhista Nacional (PTB) - Parti travailliste national
- União Democrática Nacional (UDN) - Union démocratique nationale

### Dictature militaire (1964-1985)
Tous les partis de la Troisième République furent interdits par décret, en 1965. L'année suivante, les parlementaires se regroupèrent en deux nouveaux mouvements décidés par les militaires, l'ARENA (appui au gouvernement) et le MDB ("opposition"). Le bipartidarisme durera jusqu'en 1979, mais le régime militaire ne disparaîtra qu'en 1985.
- Aliança Renovadora Nacional (AReNA) - Alliance rénovatrice nationale
- Movimento Democrático Brasileiro (MDB) - Mouvement démocratique brésilien
- Ação Libertadora Nacional (ALN) - Action libératrice nationale (dans la clandestinité)
- Movimento de Libertação Popular (MoLiPo) - Mouvement de libération populaire (dans la clandestinité)
- Movimento Revolucionário 8 de Outubro (MR-8) - Mouvement du 8 octobre (dans la clandestinité)
- Partido Comunista Brasileiro (PCB) - Parti communiste brésilien (dans la clandestinité)
- Partido Comunista do Brasil (PCdoB) - Parti communiste du Brésil (dans la clandestinité)
- Partido Comunista Brasileiro Revolucionário (PCBR) - Parti communiste brésilien révolutionnaire (dans la clandestinité)
- Política Operária (PolOp) - Politique ouvrière (dans la clandestinité)
- Partido Operário Comunista - Parti ouvrier communiste (dans la clandestinité)
- Partido Revolucionário dos Trabalhadores - Parti révolutionnaire des travailleurs (dans la clandestinité)

### Nouvelle République (1985-)
Ci-dessous sont référencés tous les partis politiques fondés à partir de 1979, à la fin du bipartisme, mais qui ont cessé d'exister, ont changé de nom, ou se sont fondés en nouveaux mouvements.
- Partido de Ação Progressista (PAP) - Parti d'action progressiste (64)
- Partido de Ação Social (PAS) - Parti d'action sociale (72)
- Partido Agrário Renovador Trabalhista (PASART) - Parti agraire rénovateur travailliste (30)
- Partido dos Aposentados da Nação (PAN) - Parti des retraités de la nation (26)
- Partido Brasileiro de Mulheres (PBM) - Parti brésilien des femmes (61)
- Partido Cívico de Desenvolvimento Nacional (PCDN) - Parti civique de développement national (78)
- Partido Comunista (PC) - Parti communiste (79)
- Partido Comunitário Nacional (PCN) - Parti communautaire national (31)
- Partido Democrata (PD) - Parti démocrate (68)
- Partido Democrata Cristão do Brasil (PDCdoB) - Parti démocrate chrétien du Brésil (57)
- Partido Democrático Independente (PDI) - Parti démocratique indépendant (39)
- Partido Democrático Nacional (PDN) - Parti démocratique national (51)
- Partido Democrático Social (PDS) - Parti démocratique social (11), fusionne en 1993 avec le Partido Democrata Cristão (PDC, 17), pour former le Parti progressiste réformateur (PPR, 11), devenu Parti progressiste brésilien (PPB, 11) en 1995 après une nouvelle fusion avec le Parti progressiste (PP, 39), issu de la fusion du Parti social travailliste (PST, 18) et du Parti travailliste rénovateur (PTR, 28) ; actuel Progressista
- Partido Ecológico Social (PES) - Parti écologique social (80)
- Partido Estudantil Brasileiro (PEB) - Parti étudiant brésilien (62)
- Partido da Frente Socialista (PFS) - Parti du front socialiste (84)
- Partido Geral dos Trabalhadores (PGT) - Parti général des travailleurs (30), absorbé avec le Parti social travailliste (18) en 2003 par le Parti libéral (22), qui fusionne en 2006 avec le Parti pour la reconstruction de l'ordre national (56) pour former l'actuel Parti de la République
- Partido Humanista (Brésil) (PH) - Parti humaniste (Brésil) (19)
- Partido Humanista Nacional (PHN) - Parti humaniste national (49)
- Partido da Juventude (PJ) - Parti de la jeunesse (36)
- Partido Liberal Brasileiro (PLB) - Parti libéral brésilien (29)
- Partido Municipalista Brasileiro (PLB) - Parti municipaliste brésilien (29)
- Partido Liberal Humanista (PLH) - Parti libéral humaniste (69)
- Partido Liberal Progressista (PLP) - Parti libéral progressiste (55)
- Partido Municipalista Brasileiro (PMB) - Parti municipaliste brésilien (26)
- Partido Municipalista Comunitário (PMC) - Parti municipaliste communautaire (18)
- Partido Municipalista Social Democrático (PMSD) - Parti municipaliste social démocratique (75)
- Partido Nacional dos Aposentados (PNA) - Parti national des retraités (48)
- Partido Nacional dos Aposentados do Brasil (PNAB) - Parti national des retraités du Brésil (47)
- Partido Nacionalista (Brésil) (PN) - Parti nationaliste (27)
- Partido Nacionalista Democrático (PND) - Parti nationaliste démocratique (37)
- Partido Nacionalista dos Trabalhadores do Brasil (PNTB) - Parti nationaliste des travailleurs du Brésil (81)
- Partido Parlamentarista Nacional (PPN) - Parti parlementariste national (76)
- Partido Popular (PP) - Parti populaire
- Partido do Povo Brasileiro (PPB) - Parti du peuple brésilien (16)
- Partido Reformador Trabalhista (PRT) - Parti réformateur travailliste (35)
- Partido das Reformas Sociais (PRS) - Parti des réformes sociales (71)
- Partido Social Democrático (PSD) - Parti social-démocratique (41)
- Partido Social Progresista (PSP) - Parti social-progressiste (42)
- Partido Socialista (PS) - Parti socialiste (34, puis 46)
- Partido Socialista do Brasil (PSdoB) - Parti socialiste du Brésil (73)
- Partido Socialista Unido (PSU) - Parti socialiste uni (63)
- Partido do Solidarismo Libertador (PSL) - Parti du solidarisme libérateur (59)
- Partido Tancredista Nacional (PTN) - Parti tancrédiste national (19)
- Partido Trabalhista Comunitário (PTC) - Parti travailliste communautaire (74)